# Cilindrisch epitheel

cilindrisch epitheel

Cilindrisch epitheel of cilinderepitheel (Latijn: epithelium columnare) is dekweefsel dat ingedeeld kan worden in: eenlagig en meerlagig cilinderepitheel. 
Bij eenlagig cilinderepitheel staat de in de lengte langste as van de epitheelcellen loodrecht op het onderliggende bindweefsel. De celkern ligt meestal bij de basis van de cel.
Deze epitheelcellen kunnen, afhankelijk van hun functie, in het bezit zijn van trilharen. Cilindrisch epitheel met trilharen noemt men dan ook wel trilhaarepitheel.

## Voorkomen
- Eénlagig cilinderepitheel zonder trilharen bevindt zich in het spijsverteringskanaal, en in de afvoerbuizen van de lever en het pancreas (alvleesklier}.
- Trilhaarepitheel is onder andere te vinden in de baarmoeder, de eileider, de bronchiolen en de neusholte.